# M'Liliha
M'Liliha là một đô thị thuộc tỉnh Djelfa, Algérie. Dân số thời điểm năm 2002 là 13.155 người.